# Stai con me (Forever)
Stai con me (Forever) è un singolo del gruppo musicale italiano Gazosa, pubblicato nel 2001 come unico estratto della ristampa del primo album in studio omonimo.

## Descrizione
Il brano, scritto da Enzo Caterini, Sandro Nasuti e Stefano Borzi e prodotto da Caterina Caselli, è stato presentato al Festival di Sanremo 2001, dove ha vinto nella categoria Nuove proposte, cosa che rese i componenti della band i primi minorenni ad imporsi nella manifestazione.
Il singolo fu inserito come prima traccia nella ristampa del 2001 dell'album d'esordio del gruppo Gazosa e successivamente comparve anche nella lista tracce del secondo album www.mipiacitu.
Il singolo non ebbe lo stesso successo commerciale del successivo www.mipiacitu, che sarebbe divenuto un tormentone estivo di quell'anno.

## Tracce
CD singolo
1. Stai con me (Forever) – 3:33
2. Stai con me (Forever) (Instrumental) – 3:33

## Classifiche
| Classifica (2001) | Posizione massima |
| ----------------- | ----------------- |
| Italia            | 23                |